# Šibice (Hronětice)
Šibice je část vesnice Hronětice v okrese Nymburk, součást obce Kostomlaty nad Labem. Nachází se ve východní části Hronětic při výjezdu po silnici III. třídy č. 3318 (Hronětice - Nymburk).

## Historie
Šibice byly patrně vždy součástí panství, které příslušelo ke hradu Mydlovar. Roku 1472 připadly Mydlovary Hynkovi z Poděbrad synovi krále Jiřího. První písemný doklad o existenci Šibic se nachází v Hynkově závěti z roku 1492, jíž odkázal hrad Mydlovary, vesnice Hronětice, Šibice, Lány, Kostomlaty a Drahelice svému levobočkovi Bedřichovi a jeho matce Kateřině Vojtkové ze Strážnice a ze Štítar
Po potlačení povstání českých stavů proti českému králi Ferdinandu I. Habsburskému připadly Šibice císařskému panství Lysá nad Labem. Tehdy zde bylo 8 statků a krčma. Ve třicetileté válce byly Hronětice i Šibice poničeny a z větší části opuštěny. Proto zde nový majitel hrabě Jan Špork nechal vybudovat velký "panský dvůr", ke kterému připojil opuštěné pozemky. Šibice se nikdy nestaly samostatnou obcí a později byly připojeny k nedalekým Hroněticím.

## Současnost
Budovy velkostatku byly několikrát přestavěny a dodnes slouží několika firmám.